# Catocala dissimilis
Catocala dissimilis és una espècie de papallona nocturna de la subfamília Erebinae i la família Erebidae. Es troba a Rússia (Primórie, Shabarovsk, Amur), Xina, Corea i Japó (Hokkaido, Honshü, Shikoku, Kyüshü).
Fa aproximadament 45 mm d'envergadura alar.

## Subespècies
- Catocala dissimilis dissimilis
- Catocala dissimilis melli Ishizuka, 2001